# I-36 (sous-marin)
Le I-36 (イ-36) est un sous-marin japonais de type B1 (乙型（伊十五型)）ayant servi durant la Seconde Guerre mondiale dans la Marine impériale japonaise. 
Achevé et mise en service en 1942, il a servi pendant la Seconde Guerre mondiale, participant à la campagne de Guadalcanal, à la campagne de Nouvelle-Guinée, à la campagne des îles Aléoutiennes et aux îles Marshall. Il a terminé la guerre en tant que porte-torpilles d'attaque suicide kaiten opérant contre les navires alliés dans l'atoll d'Ulithi et dans la mer des Philippines. Seul sous-marin de sa classe à avoir survécu à la guerre, il se rend aux Alliés en septembre 1945 après la fin de la guerre et est sabordé par la marine américaine en 1946.

## Construction
Construit par l'Arsenal naval de Yokosuka au Japon, le I-36 a été mis sur cale le 4 décembre 1940 sous le nom de Sous-marin No. 149. Il a été lancé et renommé I-36 le 1er novembre 1941. Il a été achevé et mis en service le 20 septembre 1942.

## Description
Le I-36, pesant près de 2 600 tonnes en surface, était capable de plonger à 100 m, puis de se déplacer à une vitesse maximale de 8 nœuds, avec une autonomie de 96 milles nautiques à une vitesse réduite de 3 nœuds. En surface, sa portée était de 14 000 milles nautiques, développant une vitesse maximale de 23,6 nœuds. Il transportait un hydravion de reconnaissance biplace Yokosuka E14Y (connu des Alliés sous le nom de Glen), stocké dans un hangar hydrodynamique à la base de la tour de navigation (kiosque).

## Histoire de service
Lors de sa mise en service en septembre 1942, le I-36 a été rattaché au district naval de Kure et affecté à l'escadron de sous-marins de Kure sous les ordres du Commandant Otani Kiyonori. Le 15 décembre 1942, il a été affecté à la 15e division de sous-marins dans le 1er escadron de sous-marins dans la 6e Flotte avec les I-34 et I-35.
Il a quitté Kure à 13 heures le 18 décembre 1942 et s'est rendue à Truk, qu'il a atteint le 28 décembre 1942.

### Campagne de Guadalcanal
Désigné pour participer à des transports sous-marins de marchandises afin d'approvisionner les forces japonaises sur les combats de Guadalcanal dans la campagne de Guadalcanal, le I-36 a repris la route de Truk le jour même de son arrivée. Il s'est dirigé vers le mouillage japonais dans les îles Shortland au large de l'île Shortland, où il est arrivé le 31 décembre 1942. Après l'arrivée du sous-marin I-31 à Shortland, après un ravitaillement de la baie de Kamimbo sur la côte nord-ouest de Guadalcanal, le commandant et l'officier de navigation du I-36 se rendirent à bord du I-31 le 1er janvier 1943 pour recevoir un briefing sur la situation navale dans la zone de la baie de Kamimbo et les procédures de déchargement de la cargaison à cet endroit. Dans l'après-midi, le I-36 chargea une cargaison de 20 tonnes de riz dans des fûts de ravitaillement, puis effectua une plongée d'essai au large de l'île Shortland. Il fit route vers Guadalcanal à 18 heures. Une demi-heure après la tombée de la nuit, le 3 janvier 1943, il fit surface dans la baie de Kamimbo, déchargea sa cargaison dans quatre péniches de débarquement de classe Daihatsu, et revint vers l'île Shortland, où il arriva à 7 h 39 le 5 janvier 1943.
Le 6 janvier 1943, le I-36 quitta Shortland pour sa deuxième traversée de ravitaillement à 18 heures. Arrivé dans la baie de Kamimbo après la tombée de la nuit du 8 janvier, il déchargea sa cargaison, 12 conteneurs en caoutchouc de nourriture, dans des Daihatsu, embarqua 39 soldats de l'armée impériale japonaise, et reprit la route, retournant au mouillage de Shortland à 6 h 30 le 10 janvier 1943. Il partit le même jour à 18 heures à destination de Rabaul sur Nouvelle-Bretagne.

### Campagne de Nouvelle-Guinée, janvier-février 1943
Le I-36 est arrivé à Rabaul le 11 janvier 1943 à 11 h 21, et ce jour-là, le commandant du 1er escadron de sous-marins a informé son commandant de sa prochaine mission, la livraison de fournitures à Buna, sur la côte de Nouvelle-Guinée, en soutien aux forces japonaises combattant dans la campagne de Nouvelle-Guinée. Le 14 janvier 1943, il quitta Rabaul à midi pour sa première traversée de ravitaillement, arriva à l'estuaire de la rivière Mambare à Buna le 17 janvier, déchargea sa cargaison et embarqua 47 soldats, puis reprit la mer, pour revenir à Rabaul à 9 h 36 le 18 janvier 1943. Il a quitté Rabaul pour sa deuxième traversée à 18 h 6 le 22 janvier 1943, est arrivé à la Mambare le 24 janvier pour décharger 13 barils de marchandises et embarquer 39 soldats, et est revenu à Rabaul le 27 janvier 1943. Lors de sa traversée suivante vers la Nouvelle-Guinée, il a visité la Mambare le 30 janvier 1943, a livré 23 tonnes de marchandises et a évacué 59 soldats.
Le I-36 resta actif sur la piste de Buna jusqu'en février 1943, quittant Rabaul à 11 heures le 3 février, visitant l'estuaire de la Mambare le 5 février pour décharger 18 tonnes de provisions et embarquer 40 soldats, et revenant à Rabaul à 8 h 14 le 7 février. Il commença ensuite à courir vers Lae, également sur la côte de la Nouvelle-Guinée, quittant Rabaul le 14 février 1943 et livrant 45 tonnes de provisions à Lae après la tombée de la nuit le 16 février, et reprenant la route après avoir embarqué 90 soldats. Au début de son voyage de retour à Rabaul, il aperçut deux torpilleurs à moteur alliés à 50 milles nautiques (93 km) au large de Lae à 1 h 10 le 17 février 1943 et s'est immergé. Ils le soumirent à une brève attaque par grenades sous-marines, mais le I-36 s'en sortit indemne et arriva à Rabaul à 10 heures le 18 février 1943. Il quitta Rabaul à 10 heures le 20 février 1943, se rendit à Lae le 22 février à la tombée de la nuit pour y déposer 40 tonnes de provisions et y faire monter 72 soldats, et revint à Rabaul à 8 h 50 le 24 février 1943.
Plusieurs officiers d'état-major du 1er escadron de sous-marins ont embarqué à Rabaul sur le I-36 avec leurs bagages et leurs documents, et il a pris la mer à 9 heures le 25 février à destination de Truk, qu'il a visité du 27 février au 2 mars 1943, puis il s'est dirigé vers le Japon, où il est arrivé à Yokosuka à 7 heures le 7 mars 1943. Son équipage a bénéficié de quatre semaines de congé à la station d'Atami, tandis que le I-36 a été entretenu et réparé.

### Typhon
Le 6 avril 1943, à 15 h 30, le I-36 quitta Yokosuka à destination de Truk, mais son voyage venait à peine de commencer qu'un typhon frappa dans la région alors qu'il se trouvait en mer des Philippines. La météo l'empêcha d'achever la recharge de ses batteries, l'obligeant à rester à la surface pendant que des vagues de 9,1 m le battaient. Le I-36 a fait demi-tour pour essayer de trouver un abri contre le pire de la tempête sous le vent de Miyake-jima dans les îles Izu. Tôt le matin du 7 avril 1943, une énorme vague l'a submergé, inondant sa salle de contrôle et sa salle des machines principales. En inspectant les dégâts, son équipage a trouvé une tige de piston pliée dans chacun de ses moteurs diesel. Le I-36 a fait demi-tour pour Yokosuka, déversant du carburant diesel en cours de route pour gagner en flottabilité.
Le 8 avril 1943, le I-36 se trouvait à 80 milles nautiques (150 km) à l'est du phare de Chōshi sur Honshu lorsqu'il a enfin pu déterminer sa véritable position pour la première fois depuis son départ de Yokosuka. Son moteur diesel tribord étant réparé, il a mis le cap sur Yokosuka à 9,2 nœuds (17,0 km/h). Il a atteint Yokosuka le 9 avril 1943 à 9 h 30 et a ensuite commencé les réparations au chantier naval de Yokosuka.

### Campagne des îles Aléoutiennes
Le 13 mai 1943, le I-36 est affecté à l'unité nord de la 5e Flotte pour servir dans la campagne des îles Aléoutiennes. Avant de quitter le Japon pour les îles Aléoutiennes, il participe aux essais de remorquage du conteneur de marchandises Unkato, un conteneur de 41 m (135 pieds) pouvant transporter jusqu'à 377 tonnes de marchandises, conçu pour un aller simple dans lequel les destinataires de cargo le libère, le récupère et le décharge, dans la mer intérieure de Seto les 29-30 mai 1943 et de nouveau du 3 au 5 juin 1943. Il a ensuite quitté Kure à 10h00 le 7 juin 1943 à destination de Paramushir dans les îles Kouriles, qu'il a atteint le 13 juin 1943.
À son arrivée sur le I-36, son commandant a reçu un briefing sur la situation dans les Aléoutiennes de la part du commandant du 1er escadron de sous-marins. Les Américains avaient anéanti la garnison japonaise sur Attu pendant la bataille d'Attu du 11 au 30 mai 1943, isolant la dernière garnison japonaise restante sur Kiska. Avant même la chute d'Attu, le quartier général impérial japonais avait décidé le 21 mai 1943 d'évacuer la garnison de Kiska par sous-marin à partir du 26 mai 1943. Le I-36 fut affecté à l'effort de ravitaillement de la garnison de Kiska tout en poursuivant l'évacuation en cours.
Remorquant un conteneur de ravitaillement Unkato, le I-36 partit de Paramushir à 10 heures le 15 juin 1943 pour son premier ravitaillement, avec une heure d'arrivée à Kiska estimée au 19 juin. Il perdit rapidement le conteneur Unkato dans une mer agitée et, alors qu'il se dirigeait vers le nord-est à 12 noeuds (22 km/h) le 17 juin 1943, il faillit s'échouer sur Middle Reef dans l'océan Pacifique nord au sud de l'île Buldir. Préoccupé par l'augmentation alarmante des pertes et quasi-pertes de sous-marins dans les Aléoutiennes - dont le quasi-échouement du I-36 - le commandant du 1er escadron de sous-marins a ordonné la suspension de l'effort de ravitaillement de Kiska le 21 juin 1943, et le I-36 a fait demi-tour. Il se trouvait dans la mer de Béring, à 30 milles nautiques (56 km) au nord de Kiska, une heure avant l'aube du 24 juin 1943, lorsque le 1er escadron de sous-marins lui ordonna d'abandonner complètement sa mission de ravitaillement et de retourner à Paramushir, qu'il atteignit le 25 juin. Le I-36 et le sous-marin I-169 firent le plein de carburant à partir du pétrolier Teiyō Maru le 27 juin 1943.
Le I-36 a quitté Paramushir le 2 juillet 1943 pour une zone d'opérations à l'est et au nord de Kiska. Les Japonais ont achevé l'évacuation de Kiska le 28 juillet et, après une patrouille sans incident, le I-36 a reçu l'ordre, le 4 août 1943, de retourner à Paramushir. Le 6 août, il s'est mis en route depuis Paramushir et a mis le cap sur Yokosuka, qu'il a atteint le 10 août 1943 pour y subir une révision et y faire installer un détecteur de radar.

### Opération de reconnaissance à Hawaii
Le 16 août 1943, l'état-major de la flotte combinée ordonna au I-36 d'effectuer un vol de reconnaissance en hydravion au-dessus de Pearl Harbor à Hawaii, le vol devant avoir lieu le 20 septembre 1943 ou vers cette date. Il embarqua à bord d'un hydravion à flotteurs Yokosuka E14Y1 (nom de code allié "Glen") et son équipage de deux hommes et commença les essais de lancement et de récupération de l'avion dans la mer intérieure de Seto. Au cours d'un essai de lancement le 5 septembre 1943, un de ses moteurs diesel tomba en panne, et il retourna à Yokosuka pour être réparé.
Le I-36 quitta Yokosuka le 8 septembre 1943 à destination d'Hawaï avec un hydravion Yokosuka E14Y1, son équipage de deux hommes et l'officier d'état-major de la flotte combinée pour les sous-marins à bord, ce dernier supervisant personnellement l'opération. Il se trouvait à 40 milles nautiques (74 km) au nord de Niihau, à Hawaï, le 18 septembre 1943, lorsque son détecteur de radar capta les émissions radar à proximité, et peu après, ses vigies aperçurent un gros avion de patrouille américain qui approchait. À l'aube du 20 septembre 1943, il se trouvait au large de la pointe ouest de Niihau et fit surface à plusieurs reprises pour lancer son avion, mais il établit de nombreux contacts et dut à chaque fois s'immerger. Décidant qu'une station radar sur Kauai, non loin de là, pouvait détecter le I-36 lorsqu'il fit surface, son commandant et l'officier d'état-major de la Flotte Combinée décidèrent de se rendre dans les eaux au sud-ouest de l'île d'Hawaii, pensant que le I-36 y serait probablement détecté, et de reporter le vol jusqu'à la prochaine phase lunaire favorable à la mi-octobre 1943.
Le 12 octobre, à 370 km au sud-est d'Hawaii, les deux officiers ont décidé de lancer le Yokosuka E14Y1 à partir d'un point situé à 220 km au sud-sud-ouest d'Oahu, le 16 octobre 1943, à la nuit tombée, ce qui a permis au I-36 de lancer l'avion à partir de ce point dans la soirée du 16 octobre. L'hydravion s'est approché d'Oahu à l'altitude minimale pour éviter d'être détecté par les radars américains, mais il a été détecté lorsqu'il est monté au-dessus de Pearl Harbor pour faire ses observations. Plusieurs projecteurs l'ont éclairé, et il a plongé pour se diriger vers la zone de récupération à basse altitude. En traversant la côte d'Oahu, son observateur a transmis un seul tiret en morse, incitant le I-36 à se diriger vers la zone de récupération à la vitesse maximum. Le I-36 a reçu un message brouillé de l'hydravion indiquant la présence de quatre porte-avions, quatre cuirassés, cinq croiseurs et 17 destroyers dans le port, mais il n'a plus jamais vu ni entendu l'hydravion et ses deux hommes d'équipage, bien qu'il ait fouillé la zone de récupération pendant cinq heures, fait clignoter ses feux de position et une lampe Aldis, et fait de nombreux efforts pour établir un contact radio avec lui. Il a transmis un rapport des résultats du vol de reconnaissance et de la perte de l'hydravion et de son équipage au quartier général de la 6e Flotte le 18 octobre 1943.
Le 19 octobre 1943, le I-36 se trouvait à 300 milles nautiques (560 km) au sud-sud-ouest d'Hawaii lorsqu'il aperçut un convoi de six pétroliers de la flotte de la marine américaine naviguant vers le sud-ouest à 10 noeuds (19 km/h) et commença une approche d'attaque, mais les destroyers qui l'escortaient l'obligèrent à s'immerger en profondeur et à perdre le contact. Il a signalé l'observation le 20 octobre, ce qui a incité la 6e flotte à ordonner aux sous-marins I-19, I-35, I-169 et I-175 d'intercepter le convoi. Le 20 octobre 1943, il reçut également l'ordre de bombarder l'aérodrome de l'île Canton, ce qu'il fit le 1er novembre 1943, en tirant 13 obus de son canon de pont de 140 mm. Il fit escale à Kwajalein du 7 au 9 novembre 1943 pour se ravitailler en carburant, puis arriva à Truk le 12 novembre 1943.

### Campagne de Nouvelle-Guinée, décembre 1943-janvier 1944
Pendant son séjour à Truk en décembre 1943, le I-36 embarqua des torpilles, de l'eau distillée, des provisions et du ravitaillement provenant du ravitailleur de sous-marins auxiliaire Heian Maru. Réaffecté à la flotte de la zone sud-est le 18 décembre, il prit la mer le 21 décembre à destination de Rabaul pour reprendre son rôle de ravitaillement de la Nouvelle-Guinée. Il arriva à Rabaul le 24 décembre 1943, et ce jour-là, des avions de la Fifth Air Force (cinquième Armée de l'Air des Etats-Unis) attaquèrent des terrains d'aviation japonais dans la région. Pour éviter l'attaque, le I-36 plongea et attendit sur le fond du port que les avions américains soient parti.
Le 28 décembre 1943, le I-36 s'embarqua pour un ravitaillement de Sarmi, sur la côte nord de la Nouvelle-Guinée, où il fit surface une demi-heure après la tombée de la nuit, le 31 décembre 1943, et commença à transférer sa cargaison dans quatre Daihatsu. Lorsqu'un bombardier allié arriva dans la région, il suspendit le déchargement de sa cargaison, plongea en catastrophe et se dirigea vers la mer jusqu'au départ du bombardier. Il est ensuite retourné à Sarmi, a terminé le déchargement de sa cargaison du Daihatsu, et a repris la mer, retournant à Rabaul le 2 janvier 1944. Pendant qu'il était à Rabaul, une inspection de routine a découvert une érosion significative de la barre de ses ailerons arrières. Il quitta Rabaul le 5 janvier 1944, fut réaffecté au 1er escadron de sous-marins le 6 janvier alors qu'il était en mer, fit escale à Truk les 9 et 10 janvier, fut rattaché directement au quartier général de la 6e flotte lorsque le 1er escadron de sous-marins fut dissous alors qu'il était en mer le 15 janvier, et arriva à Sasebo le 16 janvier 1944. Il y est entré en cale sèche le 17 janvier 1944 pour une révision, au cours de laquelle des ouvriers ont installé un radar à bord.

### Îles Marshall
En janvier et février 1944, les forces américaines ont conclu la campagne des îles Gilbert et Marshall, en envahissant les îles Marshall et en capturant Kwajalein, Roi-Namur, Majuro et Eniwetok sur les îles Engebi et Parry. Après avoir embarqué un hydravion à flotteurs Yokosuka E14Y1, le I-36 a quitté Kure le 26 mars 1944 avec l'ordre de mener une patrouille de lutte contre la navigation dans l'océan Pacifique à l'est des Marshall et une reconnaissance du mouillage allié à Majuro. Alerté par les informations de l'Ultra intelligence sur les opérations du I-36 et des sous-marins I-16, I-38 et I-45 entre les Marshall et Hawaii, le quartier général de la flotte américaine du Pacifique a organisé le Task Group 11.1 (groupe opérationnel 11. 1) - un groupe Hunter-killer (groupe de chasseurs-tueurs) composé du porte-avions d'escorte USS Altamaha et des destroyers d'escorte USS Cabana, USS Elden, USS Harold C. Thomas, et USS Wileman - le 30 mars 1944 pour les trouver et les couler. Le Task Group a connu son premier succès le 4 avril 1944, lorsque des avions du Altamaha ont paralysé le I-45 et l'ont forcé à rentrer à la base.
Vers 14h00 le 14 avril 1944, le I-36 détecta des bruits d'hélices. Il aperçut ensuite le Altamaha aux alentours de la position géographique de 14° 00′ N, 177° 30′ O et commença une longue poursuite. Il atteignit finalement une position de tir à 18h30 le 15 avril alors que le Altamaha tournait dans le vent pour récupérer les avions, bien que la préparation de l'attaque du I-36 ait été gâchée lorsqu'un des destroyers d'escorte se tourna brusquement vers lui. Le I-36 a quand même tiré six torpilles sur le Altamaha à une distance de 2 000 m et a plongé à une profondeur de 100 pieds (30 m), entendant deux explosions 2 minutes et 10 secondes après le lancement. Les vigies du Altamaha, quant à elles, ont vu entre deux et quatre sillages de torpilles au sud-ouest à une distance de 3 700 m à 18h44 et le Altamaha a fait un virage serré à tribord à la vitesse maximum pour les éviter. Une minute plus tard, deux torpilles ont dépassé le Altamaha à 180 m de son travers bâbord, parallèlement à sa nouvelle trajectoire. Les escortes de destroyers du groupe opérationnel ont tenté de trouver le I-36 mais n'ont pas réussi, et la rencontre s'est terminée sans dommage pour les deux parties.
Le 22 avril 1944, à 16h55, le I-36 lance son hydravion au large de Majuro. Survolant le mouillage à 1 200 m d'altitude, l'observateur de l'hydravion a rapporté avoir aperçu 11 porte-avions et trois cuirassés. Le pilote de l'hydravion n'a pas pu trouver le I-36 pendant le vol de retour, et le I-36 n'a pas localisé l'hydravion et récupéré son équipage avant l'aube du 23 avril 1944. Pour éviter d'être détecté par les forces alliées, il a sabordé l'hydravion plutôt que de passer plus de temps à la surface pour le récupérer, puis il a quitté la zone. Il a transmis un rapport des conclusions du vol le 23 avril 1944.
Le I-36 était à la surface lorsqu'un avion de patrouille allié l'a attaqué à 21 h 25 le 30 avril 1944. Il s'est écrasé à 79 m. Plusieurs autres avions sont arrivés et ont largué des grenades sous-marines, créant un certain nombre de fuites à bord du I-36 et lui faisant prendre un angle de descente abrupt, mais son équipage a rapidement repris le contrôle. Le 9 mai 1944, il arriva à Kure et la 6e flotte lui attribua par erreur le naufrage de du Altamaha.
En mai 1944, les sous-marins I-38, I-41 et I-44, et le ravitailleur de sous-marins auxiliaire Tsukushi Maru commencèrent à s'entraîner dans la mer intérieure de Seto, au large de Nasakejima, pour l'opération Tatsumaki ("Tornado"), qui consistait à transporter de Kure à Majuro des péniches de débarquement amphibies à chenilles de type 4 Ka-Tsu modifiées, chacune équipée de deux torpilles de 450 mm. Après que les sous-marins eurent lancé les véhicules Ka-Tsu, l'opération a demandé que les véhicules se dirigent vers la côte, se déplacent par voie terrestre à travers les îles de l'atoll, puis entrent dans l'eau dans le lagon et attaquent les navires alliés avec des torpilles. Le I-36 lui-même a effectué des tests de plongée dans l'Aki-nada en mer intérieure de Seto avec deux véhicules Ka-Tsu embarqués le 23 mai 1944, après quoi l'opération Tatsumaki a été reportée en attendant la correction des défauts constatés sur les véhicules. L'opération a ensuite été entièrement annulée.

### Juin-novembre 1944
Le 19 juin 1944, le I-36 a quitté Kure pour un voyage de ravitaillement à destination de Truk, transportant du carburant diesel, des torpilles et des munitions. Il a fait escale à Truk du 30 juin au 5 juillet 1944, où il a déchargé sa cargaison et amené à bord 86 passagers pour son voyage de retour au Japon. Il est arrivé à Kure le 16 juillet 1944.
Le 1er septembre 1944, le I-36 fut sélectionnée pour être convertie au transport de torpilles d'attaque suicide pilotées Kaiten. Il participa aux exercices de lancement du Kaiten au large de la base d'Otsujima dans la baie de Tokuyama le 28 septembre 1944, et en octobre 1944, son canon de pont de 140 millimètres avait été retiré pour faire place à des aménagements qui lui permettaient de transporter quatre Kaiten sur le pont arrière, dont deux avec des tubes d'accès permettant à leurs pilotes de les manipuler pendant que le I-36 était immergé. Le 7 novembre 1944, le commandant de la 6e flotte, le vice-amiral Shigeyoshi Miwa, informa l'équipage des plans d'une attaque de kaiten contre le mouillage de la 3e flotte américaine dans l'atoll d'Ulithi.

### Première mission kaiten
Le I-36 et les sous-marins I-37 et I-47 ont formé le groupe Kikusui ("Chrysanthème flottant"), avec le I-36 comme vaisseau amiral du groupe. Les trois sous-marins, chacun armé de quatre kaiten et de huit torpilles conventionnelles, et dont le commandant de la 15e division sous-marine était le commandant général du groupe, ont fait route d'Otsujima à 9 heures, les I-36 et I-47 étant chargés de lancer leur attaque de kaiten sur l'atoll d'Ulithi, tandis que le I-37 lançait ses kaiten pour attaquer les navires alliés à Palau. Le 16 novembre 1944, les sous-marins ont reçu un rapport d'un avion de reconnaissance Nakajima C6N1 Saiun ("Nuage irisé" ; nom du rapport allié "Myrt") qui a effectué un vol à haute altitude au-dessus de l'atoll d'Ulithi et a aperçu quatre porte-avions et trois cuirassés ainsi que des croiseurs et des destroyers dans la partie nord-centrale de la lagune et des transports, des pétroliers et d'autres navires dans la partie sud-centrale. Les I-36 et I-47 ont atteint les eaux au large d'Ulithi le 19 novembre, et le I-36 s'est dirigé vers sa zone de lancement à l'entrée du canal de Mugai, l'ouverture orientale du mouillage d'Ulithi.
Le I-36 a fait surface au nord de l'îlot de Loosiyep à 00h30 le 20 novembre 1944 afin que les pilotes des deux kaiten sans tubes d'accès sous-marins puissent manœuvrer leur embarcation. Il a ensuite été immergé. Son équipage a rapidement découvert que les deux Kaiten équipées de tubes d'accès étaient coincées dans leurs supports et ne pouvaient pas être lancées, et l'un des autres Kaiten a développé une fuite importante dans son compartiment pilote. Il a lancé son seul autre Kaiten à 04h15 à 9,5 milles nautiques (17,6 km) à l'est-sud-est de Masi Inlet; le destroyer USS Case l'a probablement éperonné et coulé à 2 milles nautiques (3,7 km) au sud du canal de Mugai à 05h38. Pendant ce temps, le I-36 a fait surface à 15 milles nautiques (28 km) à l'est de l'îlot Falalop pour extirper le pilote du kaiten qui fuyait sur son pont arrière. Immédiatement après que le I-36 l'ait ramené à bord, deux avions que l'équipage du I-36 a identifiés comme étant des Grumman TBF Avenger l'ont attaqué, mais il s'est immergé et a évité les dégâts. Alors qu'il quittait la zone à pleine vitesse, il a entendu deux fortes explosions, l'une à 5h45 et l'autre à 6h05. Il a refait surface à 23h40 pour recharger ses batteries, puis a mis le cap sur la zone des Philippines, où il a reçu l'ordre de mener une patrouille de lutte contre la navigation au large de Leyte.
Le 23 novembre, un avion Nakajima C6N1 ("Myrt") basé à Truk a survolé Ulithi pour évaluer les dommages résultant de l'attaque des Kaiten. Il a signalé une importante marée noire dans le port mais aucun changement dans le nombre de navires ancrés. Le 24 novembre 1944, les I-36 et I-47 reçurent l'ordre d'annuler leurs patrouilles prévues au large de Leyte et de rentrer au Japon. Après un arrêt à Otsujima pour déposer leurs kaiten et pilotes de kaiten restants, les deux sous-marins arrivèrent à Kure le 30 novembre 1944.
Le 2 décembre 1944, plus de 200 officiers d'état-major et spécialistes se sont réunis à bord du Tsukushi Maru, navire amiral de la 6e Flotte, pour évaluer les résultats de l'attaque de kaiten sur l'atoll d'Ulithi. Après avoir examiné les rapports d'après-action et les photographies de reconnaissance post-attaque, ils ont attribué à l'attaque le naufrage de trois porte-avions et de deux cuirassés. En fait, le seul navire coulé avait été le pétrolier de la flotte USS Mississinewa (AO-59), par un kaiten du I-47.

### Seconde mission kaiten
A Kure, le I-36 commença les préparatifs le 22 décembre 1944 pour sa deuxième mission de kaiten et se rendit à Otsujima pour récupérer quatre kaiten et leurs pilotes le 27 décembre. Le 29 décembre 1944, le I-36 fut affecté au groupe Kongo ("Steel") Kaiten avec les sous-marins I-47, I-48, I-53, I-56 et I-58 pour une attaque prévue à l'aube du 11 janvier 1945 sur cinq différents mouillages américains situés dans des endroits très éloignés les uns des autres ; la date de l'attaque fut ensuite reportée au 12 janvier 1945,.
Le 30 décembre 1944, le I-36 quitta Kure en compagnie du I-53 et du I-58, à destination de son objectif, l'atoll d'Ulithi. En approchant d'Ulithi, il s'échoua sur un récif le 11 janvier 1945, mais réussit à se libérer en faisant sauter ses principaux ballasts. Le 12 janvier 1945, il lança ses quatre kaiten entre 03h42 et 03h57. Un hydravion de la marine américaine PBM Mariner du 21e escadron de bombardement (VPB-21) a largué quatre grenades sous-marines sur l'un des 4 kaiten du I-36 dans le lagon et l'a coulé. Le 21 janvier 1945, le I-36 est revenu à Kure, et les Japonais ont attribué à ses kaiten le naufrage de quatre navires, mais les analyses effectuées après la Seconde Guerre mondiale ont conclu qu'ils avaient endommagé le navire de munitions USS Mazama (AE-9) et coulé la péniche de débarquement d'infanterie USS LCI-600.

### Troisième mission kaiten
Le 28 février 1945, les I-36 et I-58 forment le groupe Shimbu ("Guerriers divins") pour attaquer les navires américains au large d'Iwo Jima, où la bataille d'Iwo Jima avait commencé le 19 février 1945. Le I-36 quitta la base de Hikari en emportant quatre kaiten. Le 6 mars 1945, cependant, la flotte combinée ordonna à la 6e flotte de cesser ses opérations au large d'Iwo Jima, et le I-36 retourna à Kure le 10 mars 1945.
À la mi-mars 1945, le I-36 a subi une transformation au cours de laquelle son hangar à avions et sa catapulte ont été retirés de son pont avant et remplacés par des aménagements permettant de transporter deux autres kaiten, ce qui a porté sa capacité de kaiten à six. Tous ses supports de kaiten ont été équipés de tubes d'accès pour permettre à leurs pilotes de les manipuler pendant que le I-36 était immergé, et un nouveau radar de recherche aérienne a été installé.

### Quatrième mission kaiten
La bataille d'Okinawa a commencé le 1er avril 1945 avec le débarquement des Etats-Unis sur Okinawa Le 22 avril 1945, le I-36 a quitté Hikari avec six kaiten pour patrouiller dans la mer des Philippines entre les îles Mariannes et Okinawa au sein du groupe Tembu ("Guerriers célestes"). Il a aperçu un hydravion Martin PBM Mariner de l'US Navy (marine américaine) lors d'une patrouille anti-sous-marine au large de l'île d'Iheya, dans l'obscurité, le 25 avril 1945. Tôt le matin du 27 avril 1945, il a aperçu un convoi américain de 28 navires, composé de navires de débarquement de chars et de navires de débarquement de taille moyenne, se dirigeant de Saipan vers Okinawa, dont il a identifié à tort certains comme des transports. Deux de ses kaiten ont mal fonctionné, mais il a lancé les quatre autres. À 8h23, le transport à grande vitesse USS Ringness a aperçu un sillage de torpilles et à 8h25, ses vigies ont repéré un périscope derrière lui. Le Ringness a largué quatre grenades sous-marines à l'endroit où il avait vu le périscope et à 8h45, il a assisté à une énorme explosion à la position géographique de 24° 07′ N, 132° 39′ E, suivie de débris remontant à la surface. Le destroyer d'escorte USS Fieberling, qui escortait le même convoi, a également aperçu une torpille. Le I-36 a déclaré que ses kaiten avaient coulé quatre transports, mais en fait ils n'ont eu aucun succès contre le convoi. Il est retourné à Hikari le 30 avril 1945 et a débarqué ses deux kaiten restants et leurs pilotes.
Le I-36 était engagé dans un entraînement de kaiten au large d'Otsujima le 17 mai 1945 quand l'un de ses kaiten, portant une ogive factice, est entré en collision avec une cible et a coulé, tuant son pilote.

### Cinquième mission Kaiten
Le 4 juin 1945, le I-36 a pris la mer pour patrouiller dans la mer des Philippines en tant que membre du groupe Todoroki ("Son du grand canon"). Il se trouvait en surface dans la mer de Chine orientale à l'ouest d'Osumi Kaikyo à la position géographique de 32° 44′ N, 129° 15′ E le 10 juin 1945 lorsque le sous-marin USS Tirante - qui l'a identifié à tort comme un "sous-marin de type RO" - l'a attaqué, tirant deux torpilles Mark 18, qui l'ont toutes deux manqué. Le 22 juin 1945, le I-36 aperçut le navire de réparation de péniches de débarquement USS Endymion non accompagné, qu'il le prit pour un pétrolier. Le I-36 essaya de lancer deux kaiten, mais ils ne fonctionnèrent pas tous les deux, si bien qu'il tira quatre torpilles conventionnelles, qui explosèrent toutes prématurément. Les explosions endommagèrent légèrement le Endymion et le commandant du I-36 pensa qu'il prenait une victime, mais le Endymion prit de la vitesse et s'échappa.
Le 28 juin 1945, le I-36 se trouvait à 400 milles nautiques (740 km) au nord-nord-est de Truk lorsqu'il a aperçu le navire ravitailleur USS Antares naviguant seul de Saipan à Pearl Harbor à la position géographique de 13° 10′ N, 154° 57′ E et a lancé un kaiten. LE Antares a aperçu le périscope du kaiten et son sillage à 91 m de son côté tribord à 13h29 et a viré à fond à tribord, faisant en sorte que le kaiten manque son arrière. A 13h31, le Antares a ouvert le feu sur le périscope du kaiten et a commencé à zigzaguer, et alors que sa poupe basculait sur tribord, un de ses canons de 3 pouces (76 mm) a frappé le kaiten, qui a disparu. A 13h44, le Antarès a aperçu le périscope du I-36, et le I-36 s'est approché. Le Antarès a ouvert le feu sur le I-36 avec son canon arrière de 127 mm.
Le Antares a signalé au destroyer USS Sproston, qui naviguait indépendamment, qu'il était attaqué. Lorsque le Sproston est arrivé sur les lieux, il a établi un contact par sonar avec le I-36 à une distance de 910 m. À une distance de 460 m, il a vu un périscope passer de tribord à bâbord et a essayé d'éperonner le sous-marin sans succès, puis a largué un ensemble complet de grenades sous-marines, voyant plus tard une nappe de pétrole à la surface. Pendant ce temps, à bord du I-36, une fuite a commencé dans la salle des torpilles avant après plus de 10 explosions de grenades sous-marines, et il a lancé deux autres kaiten à une profondeur de 61 m. Après que le Sproston ait vu le sillage d'un kaiten approchant à 60 degrés de son étrave bâbord, il a viré fortement sur bâbord, provoquant le passage du kaiten sur son côté bâbord. Le Sproston a alors aperçu un périscope du kaiten au large de son côté bâbord et a ouvert le feu sur celui-ci avec sa batterie principale, touchant le kaiten et déclenchant une importante explosion secondaire. D'autres navires sont alors arrivés pour augmenter la couverture radar de la zone pendant la nuit, et le matin du 29 juin 1945, trois escortes de destroyers sont arrivées pour aider à la recherche du I-36. Après une recherche approfondie de la zone, tous les navires sont partis. Le I-36 s'est échappé avec un gouvernail endommagé. Le 29 juin, il se trouvait à l'est de Guam lorsque son opérateur sonore a entendu une explosion à distance vers 10h00 et, plus tard, plusieurs autres explosions identifiées comme étant celles de grenades sous-marines.
Le I-36 est destinée à retourner au Japon. Il se trouvait dans le détroit de Bungo à 11 milles nautiques (20 km) au sud d'Okinoshima le 9 juillet 1945 lorsque le sous-marin USS Gunnel l'a attaqué, le prenant pour un sous-marin de classe Ro-60, à la position géographique de 32° 40′ N, 132° 34′ E. Les quatre torpilles du Gunnel ont manqué leur cible à l'arrière, et le I-36 est arrivé à Hikari plus tard dans la journée pour débarquer ses derniers kaiten et leurs pilotes, et pendant l'après-midi a continué vers Kure, où il est entré en cale sèche pour des réparations.

### La fin de la guerre
Débarqué tôt le matin du 6 août 1945, le I-36 s'est installé dans le port de Kure et s'est amarré à une bouée. Plus tard ce matin-là, son équipage a assisté au bombardement atomique d'Hiroshima. Le 11 août 1945, il se trouvait dans le canal Hayase Seto, dans la baie de Hiroshima, et se préparait à faire route vers la base sous-marine de Hirao pour participer à la mission de kaiten Shinshu-tai ("Unité de pays divin"), lorsque deux avions P-51 Mustang de l'U.S. Army Air Forces basés à Iwo Jima l'ont soumis à une attaque de mitraillage à 10h40, qui a blessé son commandant et son officier de navigation et endommagé un réservoir de diesel et un radar. Les réparations ont été estimées à huit jours.
Le 15 août 1945, les I-36 et I-47 se trouvaient à Kure lorsque l'empereur du Japon Hirohito a fait son Gyokuon-hōsō (玉音放送, littéralement « Voix radiodiffusée du Joyau »), l'allocution radiophonique que l'empereur Hirohito adressa à la population de l'archipel le 15 août 1945, lui annonçant que le pays acceptait les termes de la Déclaration de Potsdam, mettant ainsi fin à la Guerre du Pacifique, et donc à la Seconde Guerre mondiale. 
Le I-36 était le seul sous-marin de type B1 à avoir survécu à la Seconde Guerre mondiale.

### Disposition finale
Le I-36 se rendit aux forces alliées en septembre 1945. Il fut inspecté à Kure le 5 octobre 1945 et on découvrit qu'il avait un équipage partiel de 55 personnes, plus de 100 tonnes de carburant diesel et 20 tonnes d'eau douce à bord, et que toutes ses armes et son matériel utilisable avaient été retirés. Il fut ensuite transféré de Kure à Sasebo et dépouillé de tout le matériel utile restant et des matériaux de valeur. Les Japonais le rayèrent de la liste de la Marine le 30 novembre 1945.
Le ravitailleur de sous-marins USS Nereus a finalement remorqué le I-36 de Sasebo vers une zone au large des îles Goto, où le 1er avril 1946, il faisait partie des 24 sous-marins japonais sabordés dans le cadre de l'opération Road's End. Il a été arrimé au sous-marin Ha-106, et les deux sous-marins ont été coulés ensemble à l'aide de charges de démolition à 15h58 à la position géographique de 32° 37′ N, 129° 17′ E.